# Progomphus dorsopallidus
Progomphus dorsopallidus – gatunek ważki z rodziny gadziogłówkowatych (Gomphidae). Występuje na terenie Ameryki Południowej.